# هلالی منصور

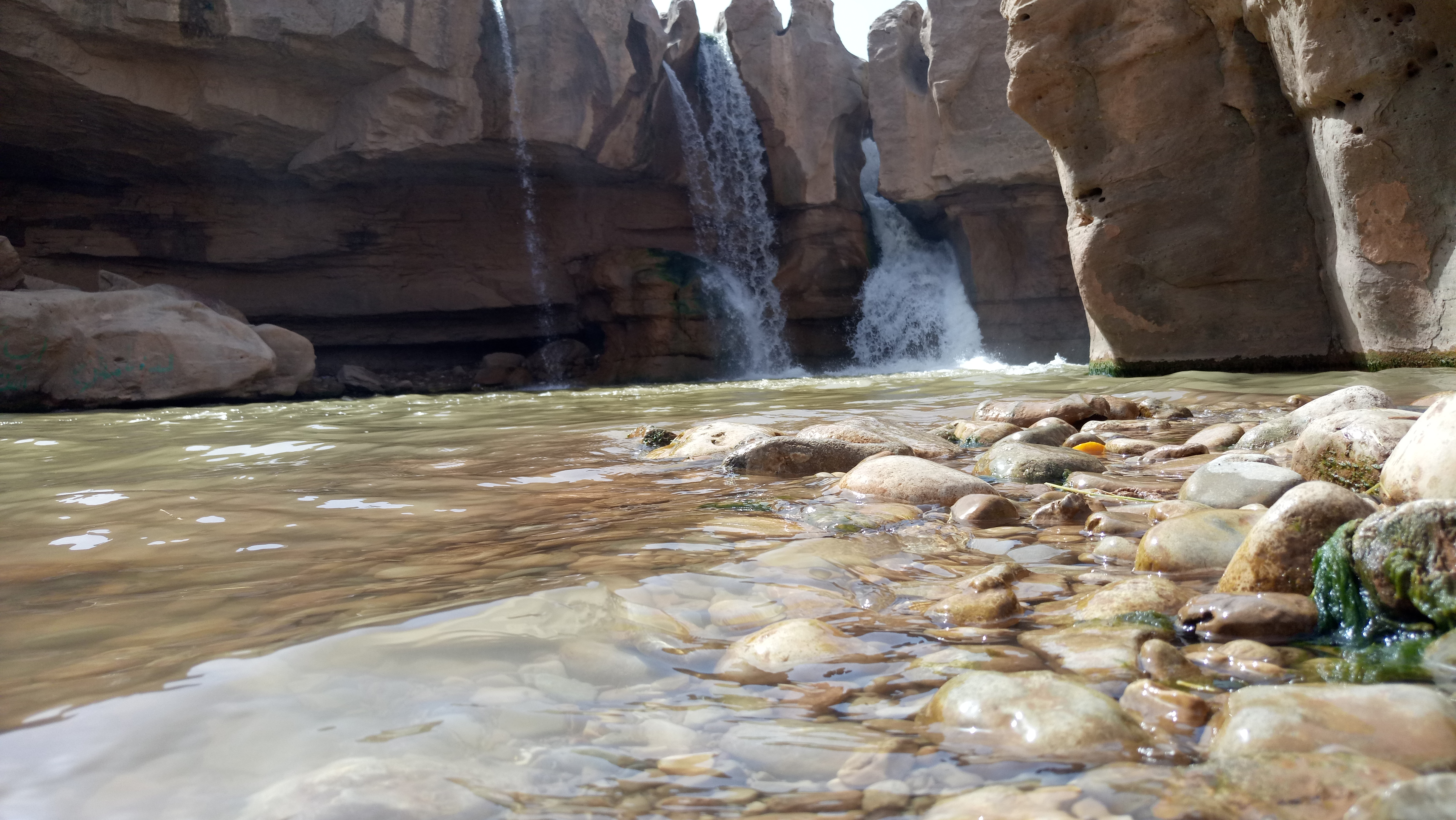
آبشار منصوری در هلالی

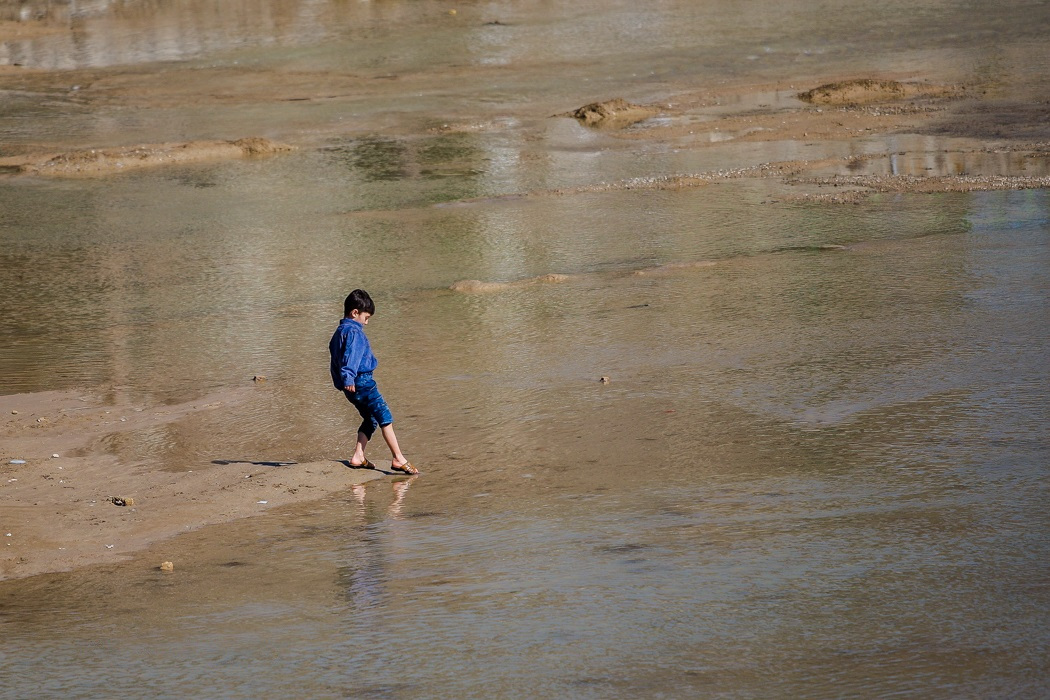
رود مند

هلالی منصوری، روستایی از توابع بخش کاکی شهرستان دشتی در استان بوشهر ایران است. این روستا حد فاصل روستاهای مسیله عبدی در شمال و هلالی حاج عوضی و باغ رئیس عالی در جنوب  ، رود خانه مند در غرب و شهر کاکی در شرق ، قرار دارد.

## جمعیت
این روستا در دهستان کاکی قرار دارد و براساس سرشماری مرکز آمار ایران در سال ۱۳۸۵، جمعیت آن 24 نفر  بوده‌است.
مردم این روستا در سال ۱۳۶۵ به دلیل طغیان رودخانه مند و امکانات کم به شهر های اطراف مهاجرت کرده اند و به جز چند خانواده دامدار همگی به شهرهای اطراف   مهاجرت نمودند. این روستای زیبا و قدیمی  مکان‌های زیبایی جهت گردشگری دارد.از جمله آبشار منصوری ، باغ خالو حسین  و ساحل بکر و ماسه  ای رودخانه مند و همینطور قعله باستانی حاج علی منصوری و باغ حومه میباشد.